# 23 a. C.
El año 23 a. C. fue un año común comenzado en sábado, domingo o un año bisiesto comenzado en viernes, sábado o domingo (las fuentes difieren) del calendario juliano. También fue un año común comenzado en viernes del calendario juliano proléptico. En aquella época, era conocido como el Año del consulado de Augusto y Varro (o menos frecuentemente, año 731 Ab urbe condita).

## Acontecimientos
- Wang Mang, emperador de China. Usurpó el trono a la Dinastía Han, fundando la Dinastía Xin.
- Ovidio, poeta latino, empieza a escribir su libro Amores.
- César Augusto y el Senado romano acuerdan el Segundo Pacto para la definición de los poderes del príncipe.
- Por iniciativa del Senado Romano, y para halagar la vanidad de Octavio Augusto, el mes de Sextil —el cual duraba antes 30 días—, fue renombrado Augústum, y se le agregó un día 31, el cual fue sustraído de febrero.

## Fallecimientos
- Aulo Terencio Varrón Murena, general y político romano (n. 56 a. C.).
- Marco Claudio Marcelo, aristócrata romano (n. 42 a. C.).